# Hämndens ögonblick
Hämndens ögonblick (originaltitel: Split Second) är en brittisk science fiction-actionfilm från 1992 i regi av Tony Maylam, med Rutger Hauer i huvudrollen.
Trots budget på ungefär 7 miljoner dollar och den välkände skådespelaren Rutger Hauer, blev filmen ingen succé. Filmen är ett framtidsscenario som föreställer år 2008, då global uppvärmning lett till översvämning.

## Handling
En hårdkokt polis med dålig relation till polischefen jagar tillsammans med en mer städad polis ett monster i det översvämmade London. 

## Distribution
Filmen premierade endast på nio svenska biografer.
Filmen släpptes som video 1992 och som DVD Region 2 digitalt ommastrad 2004 men har utgått.
I svensk tv var det Kanal 5 som stod för inköpet och filmen visades som Hämndens ögonblick.